# Borne (Holandia)
Borne – gmina w północnej Holandii, w prowincji Overijssel. Według danych na luty 2014 roku zamieszkiwało ją 21 879 mieszkańców. Siedzibą administracyjną jest miejscowość Borne.

## Położenie
Gmina położona jest w północnej części kraju, w środkowej części prowincji. Siedziba gminy położona jest w odległości ok. 60 km na południowy wschód od stolicy prowincji- Zwolle. Gminę przecinają autostrady A35 i A1.